# Хар-Булг (разъезд)
Хар-Булг — остановочный пункт (разъезд) Минераловодского региона Северо-Кавказской железной дороги, расположенный к западу от посёлка Хар-Булук Республики Калмыкия на основной линии Палагиада — Элиста.

## История
Название разъезда и балки Хар-Булг переводятся как буквально как "черный родник" и связаны с близлежайшими водоемами. Черный цвет несет в этом случае значение «чистый, прозрачный». Введен в эксплуатацию в 1967 году в составе пускового участка Дивное — Элиста.
В 1969 году открыт фельдшерский пункт.